# ظاهر شدن (بازی‌های ویدئویی)
در بازی‌های ویدئویی، ظاهر شدن (به انگلیسی: Spawning) آفرینش یک شخصیت، وسیله یا شخصیت غیرقابل‌بازی در لحظه بازی کردن و به‌طور زنده است. بازظاهر شدن (به انگلیسی: Respawning) آفرینش دوباره یک موجود پس از مرگ یا نابودی‌اش است. غیب شدن (به انگلیسی: Despawning) هم به معنای حذف شدن یک موجود از جهان بازی است. 
تمام شخصیت‌ها در آغاز یک دور از بازی ظاهر شده و موارد و اجسام و مردم هم پس از آنان در محلی ظاهر می‌شوند. زمانی که یک شخصیت بازظاهر شود، این اتفاق در نقطه‌ای عقب‌تر از محلی که بوده برایش رخ می‌دهد. 